# ۵۱۰ (قمری)
۵۱۰ (قمری)، پانصد و دهمین سال در گاهشماری هجری قمری است. اول محرم این سال برابر با بیست و سوم مه سال ۱۱۱۶ میلادی است.